# Бешенковичи
Бешенко́вичи (бел. Бешанко́вічы) — городской посёлок в Витебской области на северо-востоке Беларуси. Административный центр Бешенковичского района и бывший речной порт на Западной Двине.
Численность населения — 6819 человек (на 1 января 2025 года).

## География
Бешенковичи находятся в 51 км к западу от Витебска. Узел автомобильных дорог на Витебск, Шумилино, Уллу, Лепель, Чашники, Сенно.

## Этимология
Встречаются многочисленные варианты написания ойконима: Beshenkobichy, Byeshankovichy, Beshenkovichi, Beshenkowitschi, Beshenkobichy, Bjeschenkowitschi, Beshankovichy, Besankovicy, Biešankovičy, Beshenkowitschi, Bishenkovitz, ביישינקוביץ (идиш) (иврит).
Топонимика не располагает достоверными сведениями о происхождении названия «Бешенковичи». Наиболее вероятно, что название получено от слова «бешень» — стремительное течение на середине реки.
По версии географа В. Жучкевича, в основе названия лежит фамилия Бешенкович, близкая к фамилиям Бешеный, Бещень, Бещев, Бешенков. Также название могло быть образовано от тюркского слова «беш» — «пять». Подобное имя давалось пятому ребенку в семье.. Название Бешенковичи может быть связано и с прозвищем Бешенок (Башанок), являющимся уменьшительной формой прозвища Бешан (Башан), которое можно соотнести с диалектным словом «башила» — «шалун, баловник». Согласно другой версии, название Бешенковичей возникло в первой половине XV века, когда при польско-литовском короле Казимире на восход и юг с оборонительными целями расселялись литовские бояре, и название было перенесено литовскими переселенцами из-под Лиды, где известен топоним Бешенки. В пользу этого говорит ряд отымённых топонимов в районе Бешенковичей, возникших в тот же период при том же переселении. Название лидских Бешенков, в свою очередь, происходит от балтского (литовского) антропонима типа Bešys или Bešėnas.
От жителя Бешенковичей Л. Юдовина в 1973—1974 годах записано бытовавшее в еврейской среде Бешенковичей устное предание о том, что в древности два брата-еврея из Лепеля, по профессии гончары, по фамилии Шенкин поселились на месте будущего местечка в излучине Двины. Поскольку в то время была мода на латынь, а на латыни «два» означает «би», то будущий городок назвали «Бишенки». Позднее название трансформировалось в «Бешенковичи».

## Геральдика
Проекты официальных геральдических символов городского поселка были одобрены решением Бешенковичского районного исполнительного комитета от 29 ноября 2002 года № 696.
Герб и флаг учреждены Указом Президента Республики Беларусь от 20 января 2006 года № 36 и зарегистрированы в Государственном геральдическом регистре Республики Беларусь 4 июня 2009 года № Б-60 и Б-61.

## История

### Бешенковичи в составе Великого княжества Литовского (XV—XVI вв.)
Считается, что через Бешенковичи по Западной Двине проходил торговый путь «из варяг в греки». Впервые поселение упоминается в исторических источниках в 1447 году (по А. П. Сапунову) или в 1460 году (по В. В. Турчиновичу). Около 1490 года великий князь литовский Казимир Ягеллон подарил имение Бешенковичи в потомственное владение князю Соколинскому. С тех пор более 100 лет деревня принадлежала князьям Друцким-Соколинским. Бешенковичи входили в состав Полоцкого княжества, а с 1504 года — Полоцкого воеводства Великого княжества Литовского. В 1552 году в Бешенковичах было 34 двора.

### Бешенковичи в составе Речи Посполитой (XVI—XVIII вв.)
В 1569 году Бешенковичи, принадлежавшие князьям Соколинским, вошли в состав Полоцкого воеводства — новообразованного государства Речь Посполитая. С 1605 года поместье принадлежало Езерским, с 1615 года — Оршанскому предводителю Николаю Одровонжу.
К 1600 году относятся наиболее ранние сведения о еврейском населении Бешенкович. Массовое поселение евреев на этих землях началось в первой половине XVII века.
Стремительное развитие Бешенкович началось при виленском воеводе Павле Сапеге, который купил деревню в 1630 году. В этот период Бешенковичи получают статус местечка, начинают строиться каменные дома. В 1634 году Бешенковичам было дано магдебургское право на частичное самоуправление.

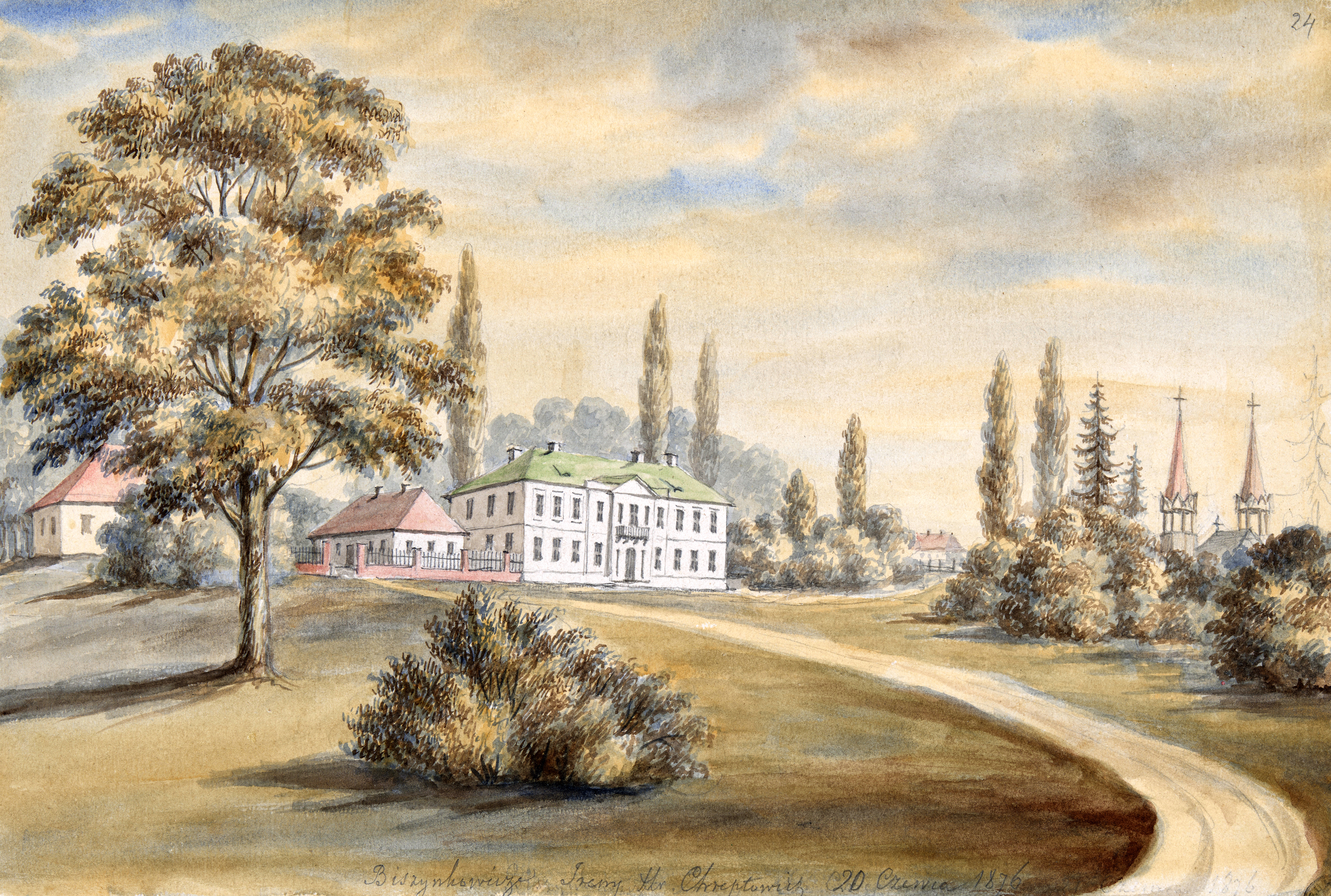
Дворец Хрептовичей в Бешенковичах.
Художник Наполеон Орда

В XVII веке в Бешенковичах была построена одна из крупнейших пристаней на Западной Двине, откуда товары отправлялись водным путём в Ригу и доставлялись по реке в Бешенковичи, так как здесь ежегодно проводились 2 ярмарки. Самой известной из них была четырёхнедельная «Бешенковичская ярмарка». Сюда съезжались до 4—5 тысяч человек с Придвинья, Приднепровья, других городов и местечек, — как с территории современной Беларуси, так и современной России, а также западноевропейские купцы.
С конца XVII века Бешенковичи перешли к Огинским.
В 1708 году во время Северной войны в Бешенковичах были расквартированы русские войска, в этот период сюда трижды приезжал Пётр I. В марте 1708 года в Бешенковичах состоялся русско-польский военный совет, в честь чего Григорием Огинским была заложена православная Петропавловская церковь (не сохранилась). На этом совете Пётр I впервые озвучил и утвердил один из важнейших документов того времени: «Учреждение к бою по настоящему времени». Этот документ суммировал опыт, полученный в боях против шведов, и впоследствии был принят для изучения боевого опыта русской армии во всех воинских вузах России.
С середины XVIII века Бешенковичи — город, около 1,5 тысяч дворов, 5—6 тысяч жителей, центр гончарного и мыловаренного ремесел, изготовления гонта.
После 1-го раздела Речи Посполитой в 1772 году задвинская часть города с 500 дворами отошла к Российской империи (а в 1793 году — вся оставшаяся часть). После этого, к концу XVIII века, Бешенковичи (как и целый ряд других городов древнего Великого княжества Литовского) были переведены в разряд местечка как административно ненужные империи в статусе города.
В 1783 году владельцами Бешенковичей (по левой части Западной Двины) становятся Хрептовичи, которые владели местечком до начала XX века.
В 1700 году в Бешенковичах появляется еврейское кладбище.
В 1785 году евреям, основным занятием которых были ремёсла и торговля, принадлежало около 150 домов.

### Бешенковичи в составе Российской империи (XVIII—XIX вв.)
После второго раздела Речи Посполитой с 1793 года Бешенковичи вошли в состав Российской империи — Лепельского уезда Полоцкой губернии. С 1796 после реформы административно-территориального деления Павла I стали центром волости в Белорусской губернии.
С 29 июня по 27 июля в Бешенковичах проводилась одна из крупнейших и известнейших в России летних ярмарок — «Петропавловская». Обороты ярмарки достигали 100 тонн и более.
С 1802 года Бешенковичи становятся центром волости в Витебской губернии, снова войдя в состав Лепельского уезда.

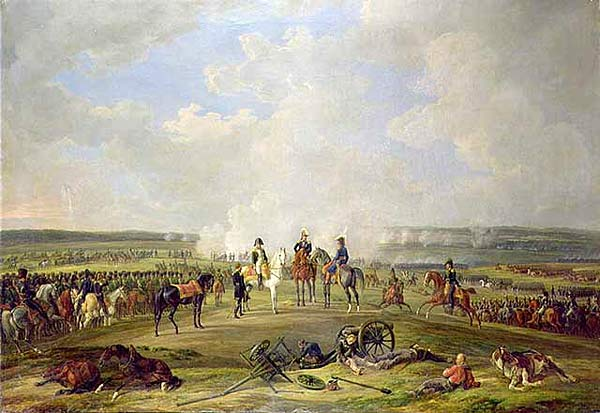
Наполеон и его войска под Бешенковичами 24 июля 1812.
Худ. Альбрехт Адам

 В Отечественную войну 1812 года здесь размещался французский гарнизон и штаб Наполеона. В окрестностях местечка произошло несколько сражений между армиями Барклая де Толли и Мюрата. В июле 1812 года Наполеон находился в Бешенковичах вместе с итальянским вице-королём Евгением Богарне и неаполитанским королём Мюратом. Вместе с Богарне путешествовал германский художник Альбрехт Адам, сохранилась его картина «Наполеон и его войска под Бешенковичами». Также, в серии картин и литографий Бешенковичи отобразил немецкий художник Христиан-Вильгельм Фабер-дю-Фор, который служил во французской армии и прошёл всю военную кампанию 1812 года.
Бешенковичи были освобождены от французов 20 октября 1812 года русскими войсками во главе с генералом Витгенштейном. Памятником о прошедших боях в Бешенковичах стала сохранившаяся «Батарея» — так местные жители назвали земляной вал подковообразной формы на правом берегу Западной Двины длиной около 800—900 метров.
В 1821 году в Бешенковичах состоялся смотр русской гвардии императором Александром I. В этом параде приняли участие многие будущие декабристы. Результат смотра не понравился императору, и тогда было устроено празднество, для которого организовали бивак на полторы тысячи человек с роскошным столом и оркестром из 400 музыкантов. Целью этого пира было примирение Александра I со своей гвардией после Семёновской истории.

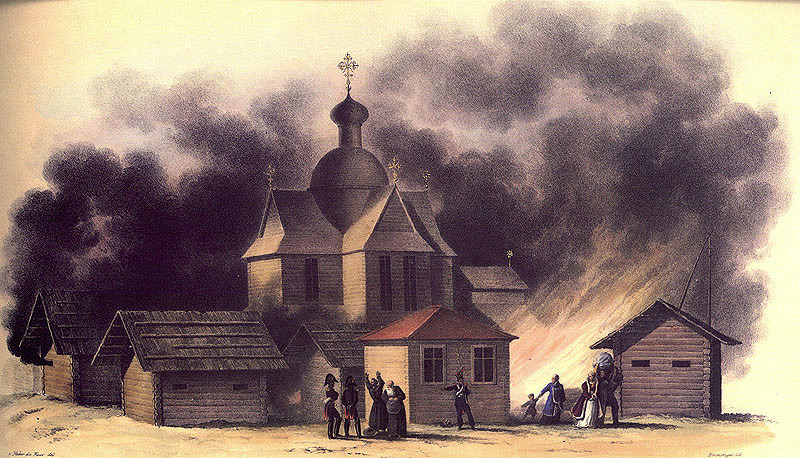
Пригороды Бешенковичей, на правом берегу Западной Двины, 29 июля 1812.
Худ. Христиан-Вильгельм Фабер-дю-Фор

В первой половине XVIII века в Российской империи начались процессы распада феодально-крепостнических отношений. Увеличение барщины привело к резкому обнищанию крестьян. Низкая агротехника была причиной частых неурожаев, росли недоимки крестьян. Всё это вызвало многочисленные восстания. Одним из значительных крестьянских выступлений был бунт в 1822 года в местечке Бешенковичи, принадлежавшем графу Иоахиму Хрептовичу. Не выдержав гнёта со стороны его управителя и старосты, ремесленники Бешенковичей и прилегающих деревень подали царю петицию, где жаловались на условия жизни и труда. Бунт местечковцев из Бешенкович, как и волнения крестьян Придвинского края против графа, был подавлен.
В 1868 году в местечке было 392 постройки; работало народное училище, 2 кожевенных завода, пивоварное предприятие, 115 лавок. Пивоварня, основанная в 1780 году М. Огинским, считалась самой старой на территории Беларуси. Главные улицы Бешенкович в это время были мощёные. С 1881 года по Западной Двине из Уллы в Витебск регулярно ходил пароход, а с 1892 года — 4 парохода.
В 1834 году в Бешенковичах было 2 синагоги, в 1838 году в слободе при Бешенковичах тоже появилась синагога. В 1849 году в Бешенковичах было уже 5 синагог. В 1848, 1854 и 1858 годах еврейское население Бешенковичей пострадало от пожаров. В 1896 году в Бешенковичах были 2 духовных раввина, помощник казённого раввина, 5 синагог, из них 2 — синагоги любавичских хасидов.
В 1897 году в Бешенковичах было 1099 зданий, работали почта, телеграф, школа, 3 народных училища, 127 лавок, больница.
В административном плане вплоть до начала XX века Бешенковичи остаются местечком Лепельского уезда Витебской губернии.
К концу XIX века Бешенковичи наряду с ещё несколькими городами и местечками начали утрачивать прежнюю известность торговых центров, постепенно уступая прежде незаметным Гомелю, Барановичам и Осиповичам.

### XX век

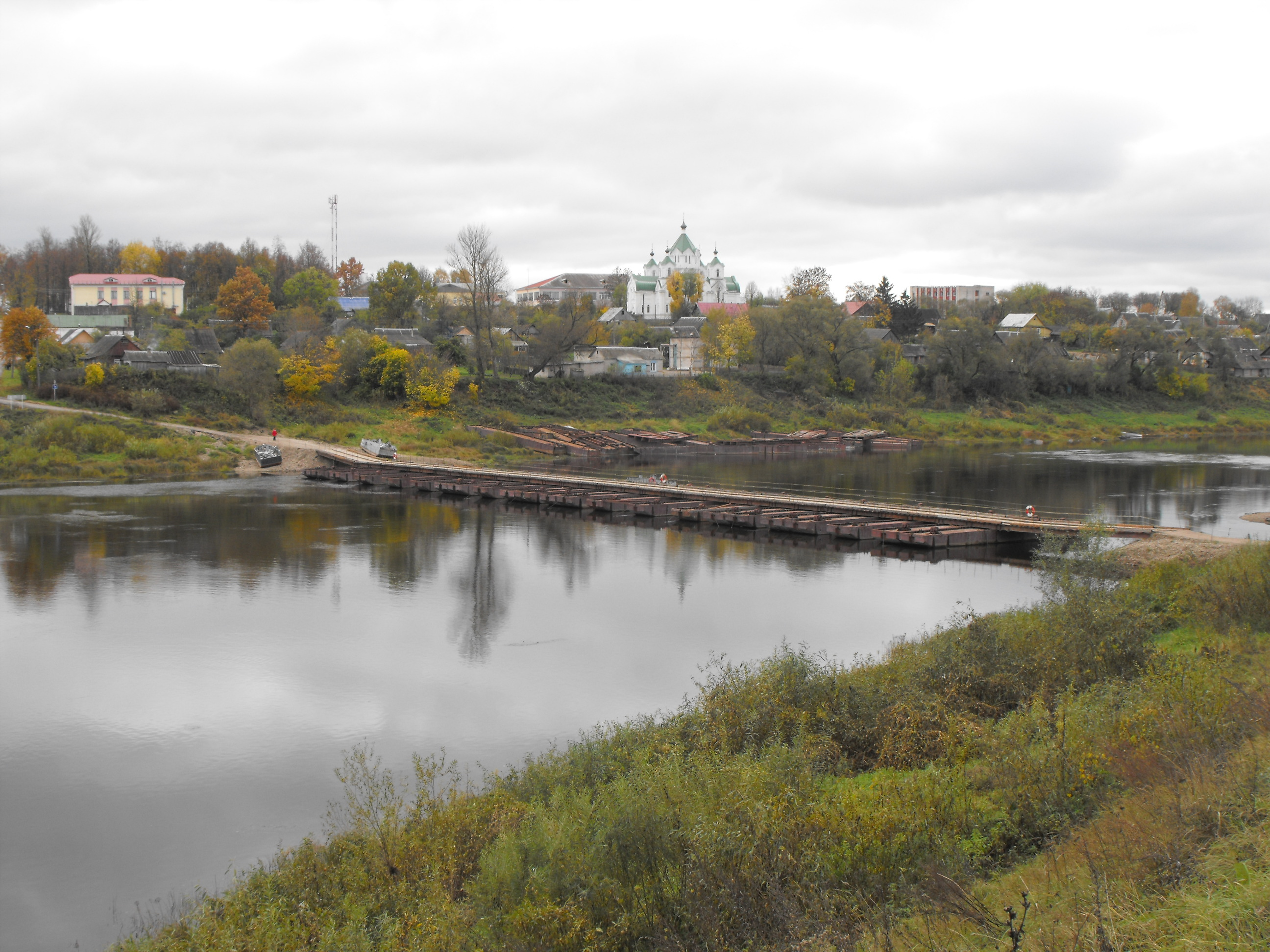
Вид на Бешенковичи с правого берега Западной Двины

К началу XX века Бешенковичи являлись местечком городского типа со многоотраслевой торгово-промышленной структурой экономики, в которой в 1900 году доля торгового оборота составляла 93,9 %, а производственного — 6,1 %.
9 июля 1905 года еврейская молодёжь (почти 300 человек) устроила в лесу около Бешенковичей демонстрацию под лозунгами «Долой самодержавие!» и «Да здравствует свобода!», её организатор, витебский дантист Бер Шмуйлович Энтин, был арестован. В 1909 году при обыске полиция обнаружила на чердаке синагоги ящик с 18 револьверами, 240 патронами и холодным оружием.
В 1907—1910 годах в Бешенковичах действовала группа РСДРП, которая распространяла среди населения нелегальную литературу. Также большое политическое влияние в местечке имело отделение Бунда.
Ещё с конца XIX века в местечке действовало еврейское народное училище. В 1911 году губернское правление выдало разрешение на постройку 2 каменных общественных бань. В 1912 году принимала читателей еврейская библиотека Двоси Иоффе. Тогда же было создано Еврейское общество беспроцентной ссуды (председатель Берка Гликман). В 1915 году работало «Общество пособия бедным и больным евреям» под руководством Менахема Зака. В 1915—1916 годах во время Первой мировой войны функционировал отдел «Витебского еврейского общества помощи жертвам войны».
Бешенковичи были известны своими раввинами. Рабби Авраам Исроэль Гольдензон (ученик рабби Менахема Мендла из Витебска) жил и работал в местечке и похоронен на местном кладбище. В 1909—1910 годах духовными раввинами были Абрам Аронович Гильдинсон и Авсей Иоселевич Немойтин, в 1912 году — Иегошуа Лейн (?—1941), в 1914 году казённым раввином был Израиль-Янкель Гиршелевич Лерман.
26 ноября 1917 в Бешенковичах была установлена Советская власть. Через несколько дней, 1 декабря, был создан революционный комитет, который возглавил Владимир Александрович Матусевич. 18 марта 1918 года создан Бешенковичский волостной Совет, а 23—24 марта состоялся первый съезд волостных Советов, на котором главным вопросом была организация уездного Совета. На съезде участвовали также представители Витебского губернского Совета и Улльского волостного Совета, всего участвовало 47 делегатов. Позже были созданы отдел народного образования и социального обеспечения и милиция. Для борьбы с контрреволюционерами была создана Чрезвычайная комиссия.
В условиях прифронтовой полосы (кайзеровские войска оккупировали часть уезда) был создан комиссариат по военным делам, которому была поручена организация партизанских отрядов и их вооружение.
В июле 1918 члены местной ячейки РКП(б) Позняк и Фишман участвовали в V Всероссийском съезде Советов.
26 сентября 1919 года, через год после освобождения Лепельского уезда от кайзеровских войск, было принято решение о переименовании Бешенковичского уездного Совета в Лепельский и переводе его в Лепель. В Бешенковичах решили оставить только уездный исполнительный комитет.
В 1919 году в Бешенковичах открылось еврейское ссудо-сберегательное товарищество. В 1920-х годах работал еврейский детский сад, получавший помощь от Джойнта. Раввином в 1920-х гг. был Лейб Блюмкин (?—1941).
В 1922 году Бешенковичи сильно пострадали от пожара, во время которого сгорело 90 % зданий. В 1931 году от ещё одного пожара пострадала синагога и школа еврейской общины.
К середине 1920-х годов численность еврейского населения Бешенковичей значительно уменьшилась (с 3182 в 1897 году до 1487 в 1926 году) вследствие внутренней миграции внутри СССР. Еврейский совет, установленный в 1927 году, просуществовал до середины 1930-х годов. Почти половина еврейского населения занималась ремесленничеством. В конце 1920-х годов был создан еврейский колхоз и до 1930 года в нём было занято 37 еврейских семей. Еврейская средняя школа работала в местечке до 1936 года.
В 1919—1924 в составе Витебской губернии входили в РСФСР: в 1919—1923 в Лепельском, в 1923—1924 в Бочейковском уезде. С 1924 года центр Бешенковичского района Витебского округа, а с 1938 года — Витебской области, получив статус городского посёлка (с 27 сентября)..
В июле 1932 бюро райкома партии приняло решение о создании районной газеты. 12 августа того же года вышел первый номер газеты под названием «Сталинец», которая в 1956 году была переименована в «За Родину», а с 1957 издавалась под названием «Зара».

### Во время Великой Отечественной войны
6 июля 1941 года Бешенковичи были оккупированы немецкими войсками. Оккупация продолжалась почти 3 года, и за время Великой Отечественной войны посёлок был практически полностью разрушен.
Захватив Лепель 4 июля, немецкие войска выдвинулись на Уллу и Бешенковичи, ведя разведку боем. 5 июля 1941 года десятка Ил-2 430-го штурмового авиационного полка (ведущий — командир авиаэскадрильи майор А. К. Долгов) нанесла бомбо-штурмовой удар по скоплению немецких танков и бронетранспортёров на лётном поле аэродрома в Бешенковичах. 6 июля, по приказу маршала С. К. Тимошенко, части 20-й армии Западного фронта начали контрудар, который должен был отбить немецкую армию в районе Бешенкович, Сенно и Лепеля, но 9 июля наступление было приостановлено. Бешенковичи остались под властью немецкой армии до 1944 года.
25 июня 1944 года Бешенковичи были освобождены войсками 1-го Прибалтийского фронта. При освобождении Бешенковичского района почти 150 воинам было присвоено звание Героя Советского Союза. 5 участников освобождения получили звание почётного гражданина Бешенкович (М. И. Макарычев, А. М. Пузиков, Л. А. Перевозчиков, А. И. Волков, В. А. Волгин). Более 12 тысяч жителей Бешенковичского района воевали на фронте, в партизанах и в подполье против немецко-фашистских захватчиков.
В 1939 году в Бешенковичах проживало 1119 евреев, накануне войны эта цифра увеличилась более чем в 2 раза (2800 человек) за счёт евреев, бежавших из Польши. В 1941 году нацисты создали гетто в Бешенковичах, в котором были убиты около 2900 евреев (на одном из мест трагедии установлен памятник с надписями на русском языке и идише). Всего немецкие оккупанты убили в Бешенковичах и районе 10 276 человек.
7 июня 1966 года в состав городского поселка Бешенковичи включена деревня Стрелка.

### В составе Республики Беларусь
20 октября 1995 года административные единицы Бешенковичский район и посёлок Бешенковичи, имеющие общий административный центр, объединены в одну административную единицу — Бешенковичский район.
В 2006 году Указом Президента Республики Беларусь был утверждён флаг и герб городского посёлка Бешенковичи.

## Население
Численность населения — 6819 человек (на 1 января 2025 года), 6884 человек (на 1 января 2023 года).
| Год                                                                          | Всего       | Православных  | Католиков    | Евреев        | Комментарии, ссылки                   |
| ---------------------------------------------------------------------------- | ----------- | ------------- | ------------ | ------------- | ------------------------------------- |
| 1552                                                                         | 34 двора    |               |              |               |                                       |
| 1776                                                                         | 325         |               |              |               | [ 19 ]                                |
| 1783                                                                         | 1500 дворов |               |              |               | включая задвинскую часть (500 дворов) |
| 1833                                                                         | 1097        |               |              | 518 (47,2 %)  | [ 16 ]                                |
| 1838                                                                         | 2160        |               |              | 1080 (50,0 %) | [ 16 ]                                |
| 1847                                                                         | 2502        |               |              | 1341 (53,6 %) | (данные за 1852 год)                  |
| 1868                                                                         | 3205        |               |              |               | [ 43 ]                                |
| 1881                                                                         | 2689        |               |              | 1729 (64,3 %) | [ 16 ]                                |
| 1896                                                                         |             |               |              | 2479          | [ 16 ]                                |
| 1897                                                                         | 4423        | 1193 (27,0 %) | 48* (1,1* %) | 3182 (71,9 %) | [ 21 ] [ 16 ] [ 42 ]                  |
| 1923                                                                         |             |               |              | 1158          | [ 16 ]                                |
| 1926                                                                         | 2689        |               |              | 1487 (55,3 %) | [ 16 ]                                |
| 1939                                                                         | 4300        |               |              | 1119 (26,0 %) | [ 16 ]                                |
| 1968                                                                         | 4500        |               |              |               | [ 44 ]                                |
| 1969                                                                         | 4700        |               |              |               |                                       |
| 1977                                                                         | 5500        |               |              |               |                                       |
| 1998                                                                         |             |               |              | ок. 30        |                                       |
| 2004                                                                         | 8200        |               |              |               |                                       |
| 2005                                                                         | 8100        |               |              |               |                                       |
| 2006                                                                         | 8000        |               |              |               |                                       |
| 2009                                                                         | 7300        |               |              |               |                                       |
| 2014                                                                         | 6806        |               |              |               |                                       |
| 2019                                                                         | 7000        |               |              |               |                                       |
| 2023                                                                         | ▲6 884      |               |              |               |                                       |
| 2024                                                                         |             |               |              |               |                                       |
| 2025                                                                         | ▼6 819      |               |              |               |                                       |
| * — приблизительное значение, или значение рассчитанное по данным источников |             |               |              |               |                                       |

### Рождаемость и смертность

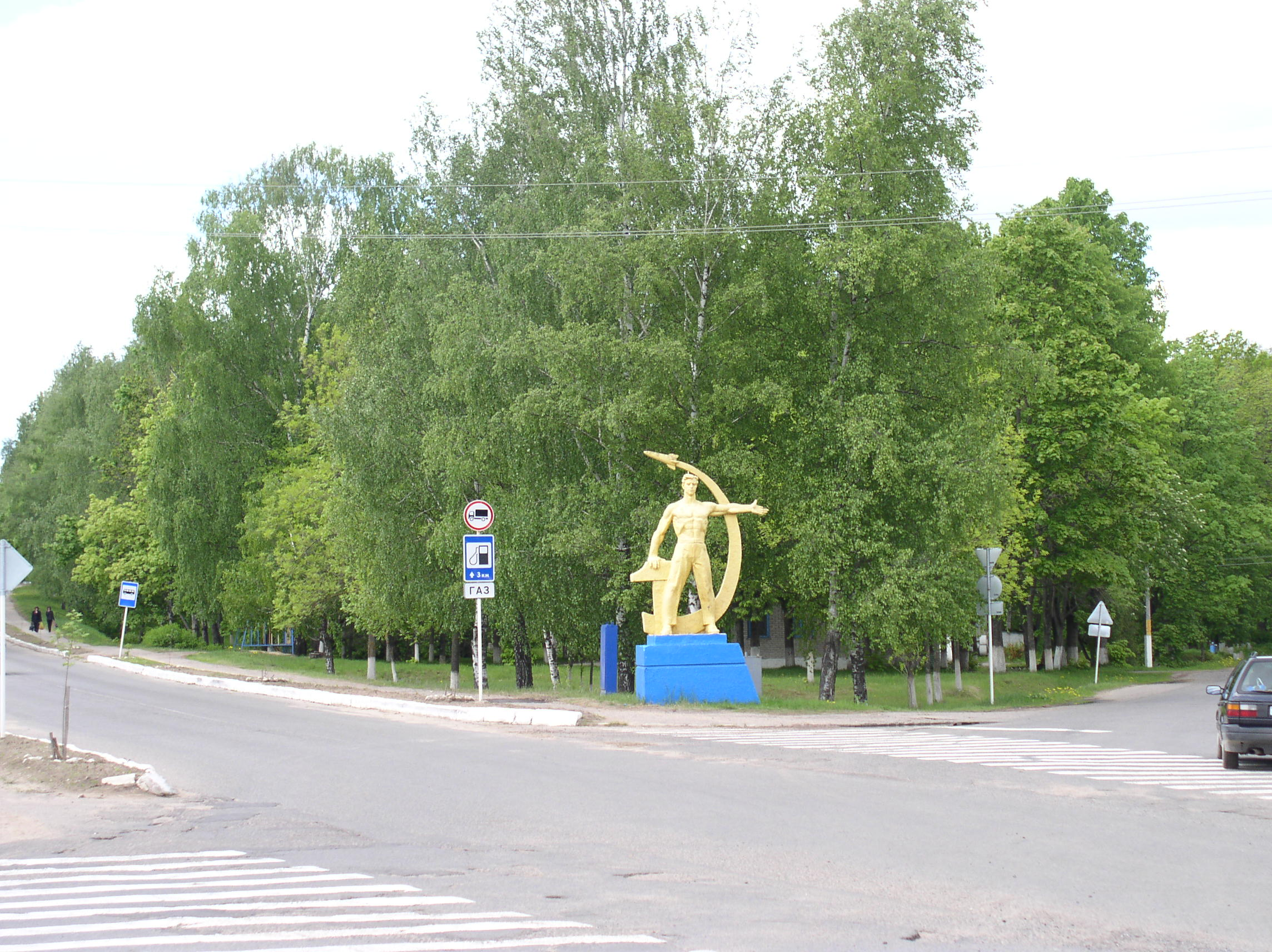
Скульптура «Рабочий» на въезде в Бешенковичи

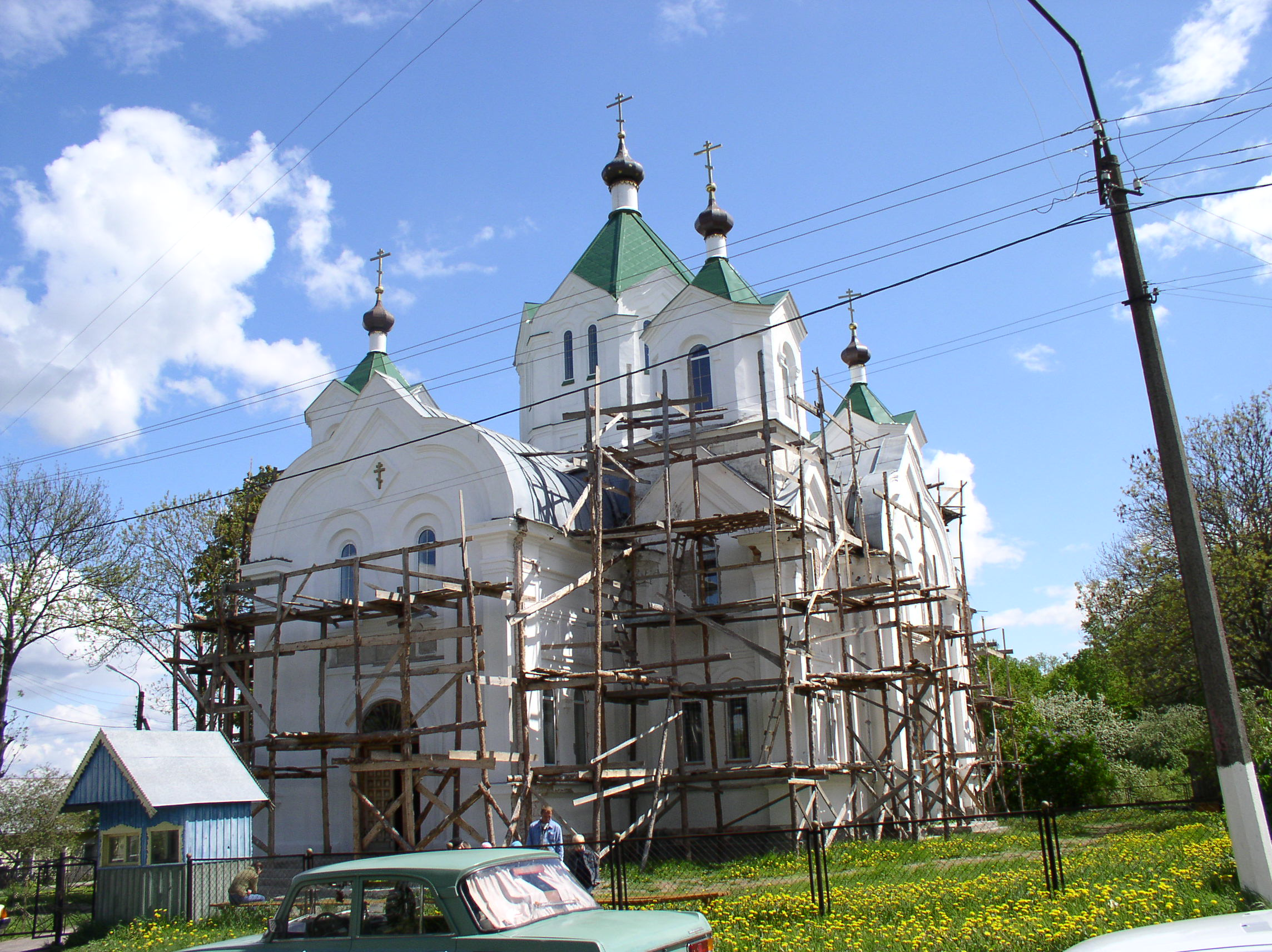
Православная Ильинская церковь

Памятный знак морякам

В 2017 году в Бешенковичах родилось 76 и умерло 86 человек. Коэффициент рождаемости — 11,5 на 1000 человек (средний показатель по району — 8,9, по области — 9,6, по Республике Беларусь — 10,8), коэффициент смертности — 13 на 1000 человек (средний показатель по району — 19,9, по области — 14,4, по Республике Беларусь — 12,6).

## Экономика
Промышленный комплекс Бешенкович представлен следующими предприятиями:
- ОООО «Ланатэкс» — пошив меховых изделий
- ОАО «Бешенковичская шорная фабрика»
- ООО НПП «Белкотломаш» — производство промышленных водогрейных и паровых котлов
- ЧУП «Бешенковичский коопзаготпром» — включает: хлебозавод, колбасных цех, овощехранилище, рынок

## Транспорт
Бешенковичи имеют хорошее транспортное сообщение с другими городами Витебской области. Через посёлок проходят автодороги: магистраль М3 (Минск — Витебск), Р111 (Бешенковичи — Чашники), Р113 (Сенно — Ушачи).
Регулярными автобусными маршрутами связан с Минском, Витебском, Полоцком, Лепелем, Чашниками, Ушачами и другими городами.
Бешенковичи расположены на двух берегах Западной Двины: основная часть на левом берегу и небольшая на правом. До 2009 года через реку ходил паром, на котором можно было переправиться с одного берега на другой. С 2009 года вместо парома на период открытой воды стали устанавливать понтонный мост. Таким образом, несмотря на реку, из Бешенкович можно прямой дорогой добраться до Шумилино.

## Социальная сфера
Здравоохранение представлено действующей центральной районной больницей .
Всего в районе работает более 50 врачей разных специальностей, действует отделение скорой медицинской помощи Витебского областного центра СМП.
Также в районном центре работают 2 общеобразовательные, спортивная, музыкальная школы, 4 дошкольных учреждения, Дом культуры, библиотека, музей. В центре города Бешенковичи расположены автовокзал и гостиница.

## Культура
- Государственное учреждение «Бешенковичский районный историко-краеведческий музей»[47]
- Районный центр культуры
- Детская школа искусств
- Дом ремёсел

## События и мероприятия
- 2022 год ─ Бешенковичи отметили 575-летие.
- 2024 год — фестиваль-ярмарка «Дажынкi».
- 2024 год — торжественная передача около здания музея (ул.Володарского, 6) памятных знаков в места памяти совместного подвига белорусов и россиян в годы Великой Отечественной войны в г. Геленджик.

## Достопримечательности и памятные места
- Дворцово-парковый ансамбль Хрептовичей (XVII — первая половина XVIII века) в том числе дворец Хрептовичей (1770), парк, хозпостройки (XVIII—XIX вв.)[48]
- Свято-Ильинская церковь (1866—1870)
- Православная церковь Николая Чудотворца (II-я половина XIX века, из дерева) в д. Добригоры.
- Костёл Святых Петра и Павла (2011)
- Земляные укрепления войны 1812 г.
- Католическая часовня (XIX в.)
- Деревянный подвесной мост
- Понтонный мост, примерно до 2010 года на его месте располагалась паромная переправа
- Братская могила советских воинов, погибших в 1941 и 1944 гг. Среди похороненных[14] — Герои Советского Союза Н. П. Луговской, Г. И. Спольник, Г. Ф. Хараборкин, М. Ф. Шварцман.
- Курган Славы
- Могила жертв фашизма и советских военнопленных. В 1964 году на могиле установлен обелиск.
- Еврейское кладбище XVII века (наиболее ранние необработанные гранитные камни с надписями на иврите датированы 1711 годом)[17][23][49][50]
- Музей под открытым небом — аллея якорей, в городском парке. Памятный знак морякам[48]. На аллее памятник землякам, “плоты водившим в Ригу и охранявшим город от врагов”. На гербе района не случайно изображен корабль: Бешенковичи когда-то были крупнейшей пристанью для торговых судов на Западной Двине.

### Памятник, скульптура
- Памятник В. И. Ленину
- Обелиск 1968 года на месте убийства евреев гетто 11 февраля 1942 года.
- В музее размещены скульптурные бюсты (автор А. Н. Торосян) генералов А. П. Белобородова, И. И. Людникова, И. М. Чистякова — командующих армиями, освобождавших Придвинье.
- Около историко-краеведческого музея 6 августа 2022 года открыта Аллея Героев Советского Союза — уроженцев Бешенковичского района. Оцифрована 5 августа 2024 года. Установлены бюсты — К. А. Абазовского, М. А. Высогорца, Л. М. Доватора, И. И. Строчко, М. Н. Ткаченко[51][52].
- Бюст Героя Советского Союза П. М. Романова (2024), около районного историко-краеведческого музея.

### Жанровая скульптура, арт-объекты
- Скульптура «Рабочий» на въезде в Бешенковичи
- Скульптура «Влюбленные» (2024), в центральном городском парке

## Утраченное наследие

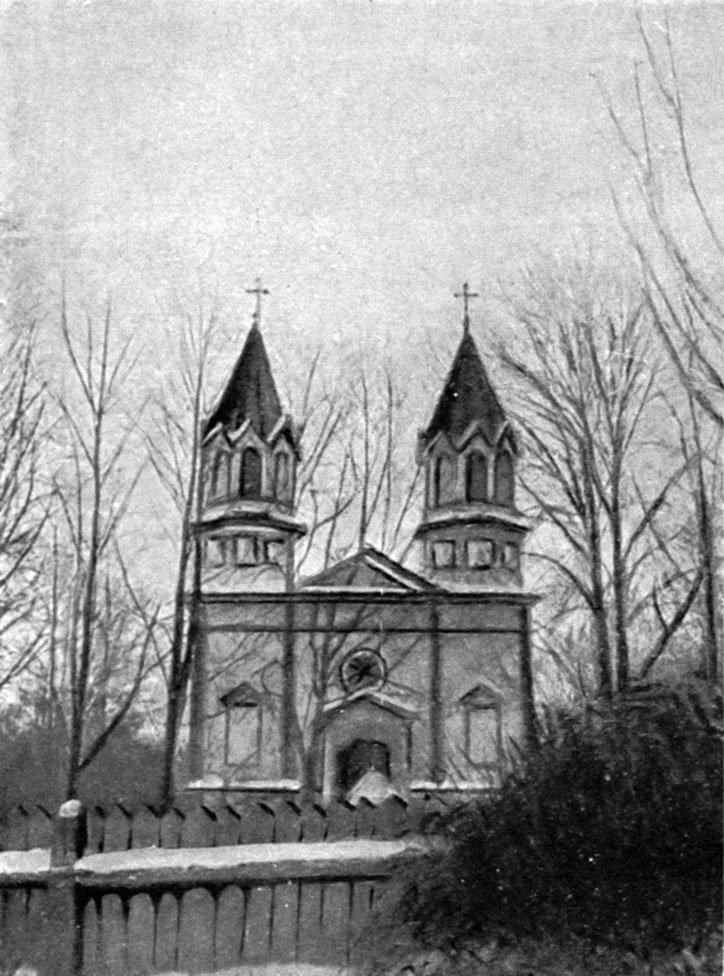
Римско-католическая церковь Святых Казимира и Рафаила, нач. XX века

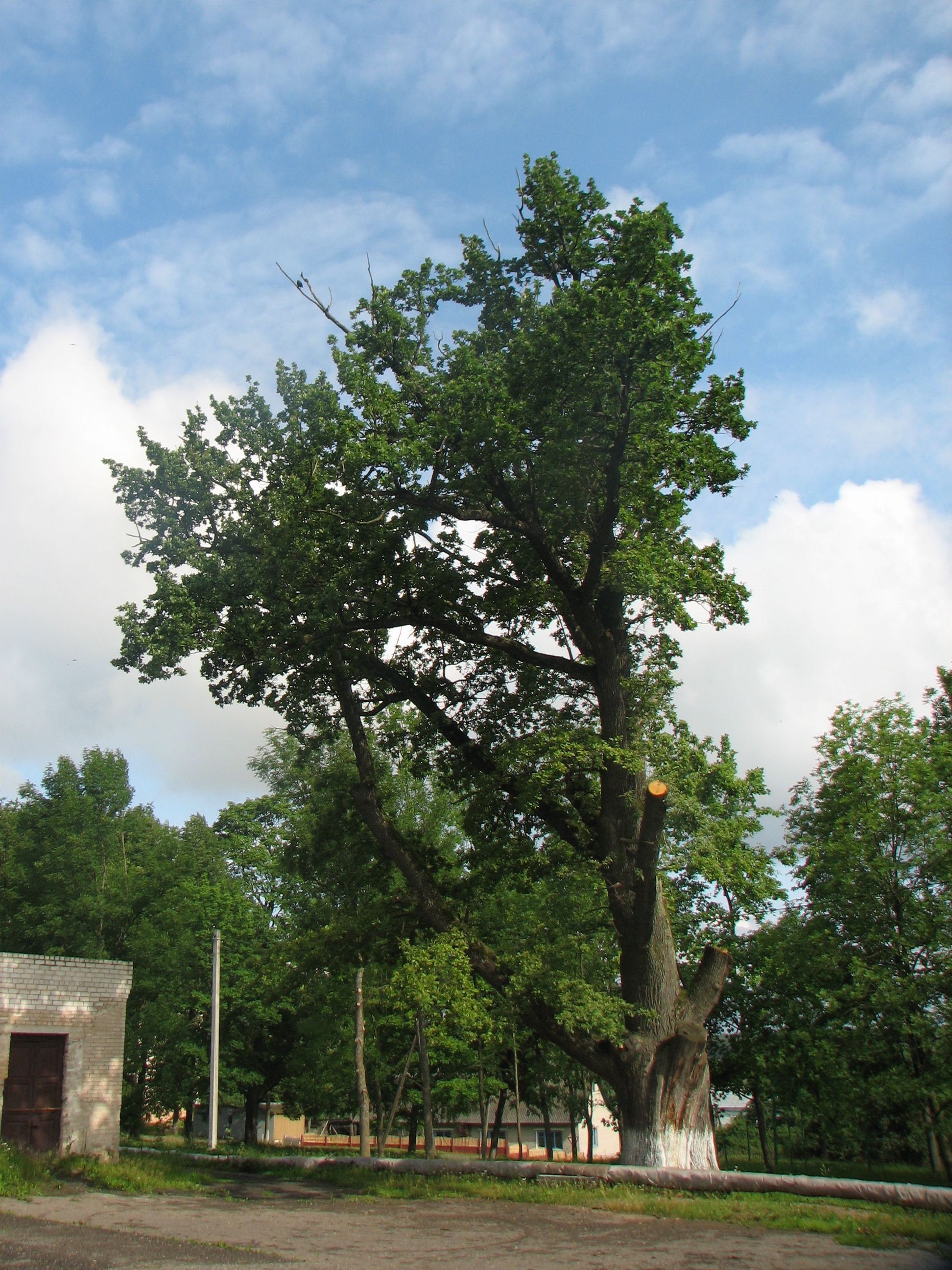
Дуб Наполеона в июне 2010 года

### Костёл Святых Казимира и Рафаила (1650)
В 1634 году (по другим сведениям, в 1650) в Бешенковичах была построена первая деревянная церковь. Финансировал строительство Казимир Сапега, который также добился магдебургского права для местечка.
В 1774 году храм принадлежал Витебскому церковному округу. В 1785 году благодаря стараниям Нестора Лясковского была основана новая деревянная церковь Святого Казимира. В 1866 году приход насчитывал 714 католиков.
1876 год отмечен в документах как начало строительства нового деревянного храма под названием «Костёл святого королевича Казимира и святого архангела Рафаила» на месте старого. Новый храм имел две башни, и был построен на деньги ксендза Керснавского. В 1891 году приход состоял из 1050 католиков, несколько лет спустя, в 1899 году был 1001 католик. В 1908 году приход состоял из 1092 католиков. В то время население местечка составляло 5000 жителей, три четверти из которых были евреями. В деревянной церкви было четыре алтаря. В 1960-х годах церковь была разрушена.

### Синагоги
В «Списке всех церквей, костёлов и других молитвенных домов Бешенковичского района Витебского округа» 1926 года записаны три синагоги (все деревянные): Новорыночная, Нью-Йоркская и Хабадская, построенные в 1923 году — старые здания к этому времени пришли в негодность, вместо них были сооружены новые.
Первая бешенковичская синагога была отобрана у верующих в конце 1920-х — начале 1930-х годов. Согласно «Протоколу № 18 заседания президиума Бешенковичского районного исполнительного комитета от 21 февраля 1934 г.», первая закрытая синагога находилась на улице Слобода. Официальной причиной закрытия объявили то, что здание «верующими не используется, не ремонтируется и потому подвергается разрушению…» Закрытые для верующих синагоги использовались для хранения зерна.
В декабре 1936 года была закрыта последняя синагога, несмотря на попытки евреев добиться возвращения своих зданий.

### «Дуб Наполеона»
«Дуб Наполеона» находился на заднем дворе средней школы № 2, расположенной напротив дворца Хрептовичей. Согласно легенде, в 1812 году французский император Наполеон I позировал художнику Альбрехту Адаму именно под этим деревом. Возраст дуба составлял около четырёхсот лет, высота — около 30 метров, поперечник — около 2 метров. Дерево раньше было ограждено забором и имело табличку о том, что это памятник природы, охраняемый государством.
В октябре 2010 года из-за угрозы падения дуба на территорию школы были спилены все его крупные ветви. Было заявлено, что по решению Бешенковичского райисполкома остатки дерева трогать не будут, и оно останется в туристическом маршруте. В 2011 ствол дуба пустил молодые побеги, но этого не хватило для его жизнедеятельности, и к 2012 году дуб погиб.

## СМИ
Издаётся газета «Зара».

## Известные уроженцы
- Гавриил Давидович Гликман — (1913—2003), художник и скульптор;
- Юдовин Моисей Исакович — (1898—1966), еврейский, белорусский поэт;
- Юдовин Соломон Борисович — (1892—1954), белорусско-еврейский и советский график, художник, этнограф, представитель «Еврейского ренессанса» («Еврейского возрождения») и модерна;
- Ткаченко Михаил Николаевич — (1922—1948), Герой Советского Союза;